# Cryphia ravulana
Cryphia ravulana là một loài bướm đêm trong họ Noctuidae.